# Circuito di Lusail
Il Lusail International Circuit, noto fino al 2021 come Losail International Circuit, è un circuito posizionato vicino al centro abitato di Lusail che sorge circa 23 km a nord del centro della città di Doha nello Stato del Qatar.

## Storia
Costruito in appena un anno da 1 000 lavoratori al costo di 58 milioni di dollari, fu inaugurato nel 2004 con il Marlboro Grand Prix of Qatar, vinto da Sete Gibernau.
Per quanto riguarda il motociclismo, le competizioni maggiori disputate sono le gare del motomondiale e del Campionato mondiale Superbike.
Il circuito misura 5 419 metri, il rettilineo più lungo misura 1 068 metri. Il tracciato è circondato da erba artificiale per limitare l'afflusso di sabbia dal vicino deserto. Una caratteristica di questo circuito è la possibilità di correre di notte, grazie ad un perfetto impianto di illuminazione; l'edizione 2008 del Gran Premio motociclistico del Qatar è stata così la prima gara del motomondiale disputata in notturna.
Nel campo delle competizioni automobilistiche il circuito ospita una tappa delle GP2 Asia Series nel 2009.
Nella stagione 2021 di Formula 1 il circuito ospita la prima edizione del Gran Premio del Qatar, aggiunto al calendario in sostituzione del Gran Premio d'Australia precedentemente annullato a causa della pandemia di COVID-19.
Il record assoluto del circuito è di 1'20"520 stabilito da Max Verstappen su Red Bull nelle qualifiche del Gran Premio del Qatar 2024.
Dal 2024 ospita il World Endurance Championship (WEC), dove viene svolto il prologo di inizio stagione e la prima gara nota come la "1.812 km del Qatar". Nel 2024 la pole è stata di 1:39.347 effettuata da Matt Campbell sulla #5 Porsche Penske Motorsports nella categoria Hypercar mentre nella categoria LMGT3 è di 1:54.374 effettuata dal pilota Bronze T. Van Rompuy su Corvette Z06 LMGT3 .R della #31 TF Sport. La gara è durata 9 ore e 56 minuti, in categoria Hypercar ha trionfato la #6 Porsche Penske Motorsport guidata dall'equipaggio composto da: Kevin  Estre, Andrè Lotterer e Laurens Vanthoor mentre in categoria LMGT3 ha trionfato la #92 Manthey Pure Rxcing (Porsche 911 GT3 (992) ) guidata da Aliaksandr Malykin, Joel Sturm e Klaus Bachler. Nel 2025, il circuito ha ospitato sia il prologo che la prima gara.

## Risultati

### Formula 1
| Anno | Pilota vincitore | Team vincitore |
| ---- | ---------------- | -------------- |
| 2021 | Lewis Hamilton   | Mercedes       |
| 2022 | non disputato    | non disputato  |
| 2023 | Max Verstappen   | Red Bull       |
| 2024 | Max Verstappen   | Red Bull       |

### MotoGP
| Anno      | MotoGP                | 250cc/Moto2         | 125cc/Moto3       |
| --------- | --------------------- | ------------------- | ----------------- |
| 2004      | Sete Gibernau         | Sebastián Porto     | Jorge Lorenzo     |
| 2005      | Valentino Rossi       | Casey Stoner        | Gábor Talmácsi    |
| 2006      | Valentino Rossi       | Jorge Lorenzo       | Álvaro Bautista   |
| 2007      | Casey Stoner          | Jorge Lorenzo       | Héctor Faubel     |
| 2008      | Casey Stoner          | Mattia Pasini       | Sergio Gadea      |
| 2009      | Casey Stoner          | Héctor Barberá      | Andrea Iannone    |
| 2010      | Valentino Rossi       | Shoya Tomizawa      | Nicolás Terol     |
| 2011      | Casey Stoner          | Stefan Bradl        | Nicolás Terol     |
| 2012      | Jorge Lorenzo         | Marc Márquez        | Maverick Viñales  |
| 2013      | Jorge Lorenzo         | Pol Espargaró       | Luis Salom        |
| 2014      | Marc Márquez          | Esteve Rabat        | Jack Miller       |
| 2015      | Valentino Rossi       | Jonas Folger        | Alexis Masbou     |
| 2016      | Jorge Lorenzo         | Thomas Lüthi        | Niccolò Antonelli |
| 2017      | Maverick Viñales      | Franco Morbidelli   | Joan Mir          |
| 2018      | Andrea Dovizioso      | Francesco Bagnaia   | Jorge Martín      |
| 2019      | Andrea Dovizioso      | Lorenzo Baldassarri | Kaito Toba        |
| 2020      | non disputato         | Tetsuta Nagashima   | Albert Arenas     |
| 2021      | Maverick Viñales      | Sam Lowes           | Jaume Masiá       |
| 2021 Doha | Fabio Quartararo      | Sam Lowes           | Pedro Acosta      |
| 2022      | Enea Bastianini       | Celestino Vietti    | Andrea Migno      |
| 2023      | Fabio Di Giannantonio | Fermín Aldeguer     | Jaume Masiá       |
| 2024      | Francesco Bagnaia     | Alonso López        | David Alonso      |

### Campionato mondiale Superbike
| Anno | Gare           | Pilota vincitore | Team vincitore                   |
| ---- | -------------- | ---------------- | -------------------------------- |
| 2005 | Gara 1         | Troy Corser      | Alstare Suzuki                   |
| 2005 | Gara 2         | Yukio Kagayama   | Alstare Suzuki                   |
| 2006 | Gara 1         | James Toseland   | Winston Ten Kate Honda           |
| 2006 | Gara 2         | Troy Corser      | Alstare Suzuki Corona Extra      |
| 2007 | Gara 1         | Max Biaggi       | Alstare Suzuki                   |
| 2007 | Gara 2         | James Toseland   | Ten Kate Honda                   |
| 2008 | Gara 1         | Troy Bayliss     | Ducati Xerox                     |
| 2008 | Gara 2         | Fonsi Nieto      | Alstare Suzuki                   |
| 2009 | Gara 1         | Ben Spies        | Yamaha WSB                       |
| 2009 | Gara 2         | Ben Spies        | Yamaha WSB                       |
| 2014 | Gara 1         | Sylvain Guintoli | Aprilia Racing                   |
| 2014 | Gara 2         | Sylvain Guintoli | Aprilia Racing                   |
| 2015 | Gara 1         | Jordi Torres     | Aprilia Racing Team – Red Devils |
| 2015 | Gara 2         | Leon Haslam      | Aprilia Racing Team – Red Devils |
| 2016 | Gara 1         | Chaz Davies      | Aruba.it Racing – Ducati         |
| 2016 | Gara 2         | Chaz Davies      | Aruba.it Racing – Ducati         |
| 2017 | Gara 1         | Jonathan Rea     | Kawasaki Racing                  |
| 2017 | Gara 2         | Jonathan Rea     | Kawasaki Racing                  |
| 2018 | Gara 1         | Jonathan Rea     | Kawasaki Racing                  |
| 2018 | Gara 2         | gara cancellata  | gara cancellata                  |
| 2019 | Gara 1         | Jonathan Rea     | Kawasaki Racing                  |
| 2019 | Gara superpole | Jonathan Rea     | Kawasaki Racing                  |
| 2019 | Gara 2         | Jonathan Rea     | Kawasaki Racing                  |

### GP2 Asia
| Anno | Gare   | Pilota vincitore | Team vincitore             |
| ---- | ------ | ---------------- | -------------------------- |
| 2009 | Gara 1 | Nico Hülkenberg  | ART Grand Prix             |
| 2009 | Gara 2 | Sergio Pérez     | Barwa International Campos |